# Temple protestant de Monflanquin
Le temple protestant de Monflanquin est un édifice religieux situé dans l'ancienne chapelle du couvent des Augustins, rue Sainte-Marie à Monflanquin, Lot-et-Garonne. Il est rattaché à l'Église protestante unie de France.

## Histoire

### Premier temple
Le 26 avril 1553, le parlement de Bordeaux prend un arrêt contre deux religieux de l'ordre de Saint-Augustin qui sont accusés d'avoir prêchés des thèses hérétiques à Villeneuve-sur-Lot et Monflanquin. Le 8 mai 1553, une autre affaire est traitée par le parlement de Bordeaux concernant un autre religieux de l'ordre de Saint-Augustin de Monflanquin, Guillaume Pierre, qui est accusé d'avoir prêché des thèses hérétiques. Cette affaire se termine avec l'arrêt du 4 mai 1554, avec la condamnation du religieux à être amené devant l'église Saint-André pour demander pardon à Dieu, puis à être brûlé vif.
Premières polémiques entre le clergé de Monflanquin et le régent d'une école puis précepteur pour les familles riches, Jérôme Cazabonne, acquis aux idées de la réforme en 1556. Jérôme Cazabonne était originaire du Béarn. Il a été arrêté et soumis à la question. Il est condamné à périr sur le bûcher en juillet 1556, à Bordeaux.
Une grande majorité des habitants adhèrent à la réforme protestante. L'église protestante de Monflanquin est organisée en 1560. Une enquête faite en 1560 montre que les protestants de Monflanquin n'ayant pas de temple, le ministre protestant décide de faire son prêche dans l'église Notre-Dame le 6 octobre, sans avoir licence de l'évêque d'Agen.
La discipline des églises réformées de Guyenne est adoptée en 1561. En 1562, Monflanquin se rallie au prince de Condé, le chef des calvinistes.
Blaise de Monluc est à Monflanquin en mars 1569. Les troupes catholiques de Monluc combattent celles du capitaine protestant Armand de Clermont, baron de Piles. Le baron de Piles doit reculer. Une troupe protestante commandée par le capitaine Thoiras reprend Monflanquin en juin,. Ses hommes s'attaquent au couvent des Augustins situé hors les murs et massacrent les augustins qui sont jetés dans le Puits des Frères. Comme le note Nicolas de Villars en 1601, évêque d'Agen, le couvent n'existe plus au début du XVIIe siècle.
En juin 1574, bataille entre troupes catholique et protestante et sévère défaite des catholiques. Le 31 août 1574, les protestants s'emparent de Monflanquin, ils sont maître de la jurade, tous les consuls sont protestants. Cette domination protestante va durer jusqu'en 1596. 
Les protestants se sont emparés des églises et des maisons du prieur et du vicaire. Les protestants ont construit un mur dans l'église Notre-Dame, la séparant en deux parties, le temple dans le chœur et la partie de l'église du côté du couchant, les chapelles latérales et le clocher. Les catholiques ont le droit d'aller dans les chapelles latérales qui sont dans le temple en passant par la porte qui a été aménagée dans le mur de séparation. Les heures des cultes et des messes sont fixées à des heures différentes pour éviter les troubles entre les deux communautés.
Henri IV confie le commandement de la ville à Jacques Nompar de Caumont-La Force, en 1589.
Le curé de Monflanquin de Laclergerie, nommé en 1624, se plaint que la présence du temple interrompt le service.

### Deuxième temple
En 1620, à l'assemblée de La Rochelle, les protestants décident de se rebeller contre le roi. Les protestants de Monflanquin décident de ne pas suivre le duc de La Force, gouverneur de la ville, et de rester fidèle au roi à la différence de Clairac. Si Clairac est reprise par l'armée royale, Montauban réussit à résister en 1621. En 1622, Henri Nompar de Caumont, marquis de Castelnau, investit la ville par une brèche. Le roi Louis XIII demande la démolition des remparts de la ville. Ces rébellions se sont terminées avec la prise de La Rochelle en 1628, la prise d'Alès en 1629 et la signature de la paix d'Alès par le roi.
Le 6 avril 1630, François de Verthamont, intendant de la généralité de Bordeaux, après avoir entendu les intéressés et avec leur consentement prend l'ordonnance suivante : « Ceux de la religion prétendument réformée quitteront et délaisseront, dans six mois au curé et aux catholiques le temple auquel ils font actuellement l'exercice de leur religion, ensemble l'entier cimetière de ladite église pour servir à l'avenir ledit temple et ledit cimetière entièrement à l'usage des catholiques, et ce faisant, lesdits de la R.P.R. reprendront la somme de 600 livres consignée et demeureront quittes des 400 livres de murées entre leurs mains.... il sera pourvu auxdits de la R.P.R. d'un lieu commode pour bâtir le temple, et d'une place pour leur servir de cimetière en l'étendue de ladite ville sur la première requisition qu'ils en feront... et pour la construction duquel temple leur avons permis de prendre des pierres et matériaux vaquants de la démolition des murailles de ladite ville ». Les six mois donnés aux protestants ont duré des années car ce n'est que 38 ans après que le temple est vidé de ses meubles et rendu aux catholiques. 
La construction commence 43 ans après l'arrêt de Verthamont, le 2 juin 1643, l'emplacement est choisi avec son piquetage, sur le brèche de Picamil et sur la rue des Vignes, avec la même longueur et la même largeur que l'ancien temple. Et le même jour, après avoir amené dans le lieu la chaire et les bancs, un des pasteurs a fait la prière sur le psaume 122. Les travaux sont à peu près terminés en 1681. Par un texte du 28 décembre 1683, on apprend que le temple de Monflanquin qui était fermé depuis 8 mois a été rouvert grâce au synode de Tonneins-Dessus par permission du roi.
Le deuxième temple a été construit sur la place Caladon. 
Après la révocation de l'édit de Nantes, le 25 janvier 1687, arrive l'ordre du roi de détruire le temple. Sa démolition commence deux jours plus tard. Sa démolition est terminée à la fin du mois et on plante une croix sur un reste de pilier du temple. Les catholiques ont fait alors une grande fête. Des dragonnades sont faites pour forcer les protestants à abjurer. Les pasteurs sont arrêtés et expulsés.
Les matériaux récupérés devaient servir à reconstruire l'église mais ont disparu. L'église Notre-Dame n'étant pas en état pour y célébrer la messe. Celle-ci est faite dans la chapelle des Augustins reconstruite vers 1620 mais sa petitesse ne permet que d'accueillir le quart des paroissiens. Le premier temple qui touchait l'église Notre-Dame a été démoli. L'église Notre-Dame est réparée et est devenue l'église paroissiale Saint-André après la disparition de l'ancienne église Saint-André.

### Troisième temple
Le couvent des Augustins a été reconstruit au début du XVIIe siècle. Ils ont acheté la maison Filiol en 1624. En 1790, le couvent comprend une maison avec rez-de-chaussée et deux étages, une chapelle, une petite métairie, le domaine de l'Enclos, sous le foirail de Monflanquin, une pièce de terre à côté de la métairie et des prés.
La chapelle du couvent des Augustins, par décret impérial du 18 fructidor an XIII (5 septembre 1805), est attribuée au consistoire de l'église réformée de Castelmoron.
En 1852, la municipalité note que « le temple de Monflanquin se trouve depuis bien longtemps dans un état complet de délabrement et qu'il est urgent de le réparer...». La façade du temple et une partie du bâti sont reconstruits, la toiture, la voûte lambrissée et le plancher de la tribune sont réparés en 1876. En 1985, on y découvre une litre seigneuriale.
Le temple ne sert pour des cultes que pendant les mois de juillet et août.